# インセンティブ (携帯電話)
携帯電話・PHSにおけるインセンティブとは、携帯電話・PHSの販売促進のために電気通信事業者側が販売代理店に支払う契約実績に対する報奨金や奨励金。販売奨励金制度もしくは代理店手数料と称されることもある。
日本の携帯電話市場において形成されたユニークなビジネスモデルとされる（日本型販売インセンティブモデル）。もとは日本市場にみられた特殊な慣習であり、日本以外の特にメジャー市場では販売奨励金のような制度はほとんど存在しないとされた。若干制度に違いがあるが、日本や韓国、ヨーロッパの一部にインセンティブモデルの採用がみられる。

## 概要
携帯電話を割安に販売すると本来は販売会社の売り上げは減少するが、インセンティブモデルでは携帯電話が1台（1回線）ごとに携帯電話会社から販売会社にインセンティブ（販売奨励金、代理店手数料）が支払われる。販売会社は販売台数を上げるためにこの手数料分を値引きして本体価格を仕入価格以下に設定し、ユーザーは比較的安価に携帯電話を購入できるようになる。携帯電話会社（携帯事業者）は手数料を負担しなければならないが、ユーザーに安価に携帯端末が提供されることで迅速に市場が形成され、最終的に契約者数の増加や携帯電話の使用時間の伸長によって収益を上げる構造となっている。
これらのインセンティブモデルは、日本においては元々中継電話サービスにおける契約者の獲得のために行われていたスキームを携帯電話に応用したものであり、後に家庭向けのADSL・FTTH・直収電話サービスが本格化した際にも同様のスキームが導入されるなど、必ずしも携帯電話に限った仕組みではないが、携帯電話におけるものが最も有名となった。

## 影響
端末販売奨励金にはメリットとデメリットがある。

### メリット
- 携帯電話事業者にとっては、安価な端末による新規消費者（契約者）の獲得、買い替えによるサイクルの短縮、新サービスの利用に見合った機能・性能を持つ端末の発売時期の調整ができる[4]。
- 携帯電話端末メーカーにとっては、端末の製造は携帯電話事業者側の規格・意向に従うこととされ、在庫リスクや開発費等は携帯電話事業者が負担してくれる[4]。
- 消費者にとっては、端末価格が低下し、買い替えも容易になるほか、端末の品質も携帯電話事業者が一定の責任を負うため安心できる[4]。

### デメリット
- 携帯電話事業者にとっては、携帯電話端末メーカーから端末を買い上げて販売店に卸すシステムのため在庫リスクがある、奨励金相当の利益が出る前に解約されてしまうリスクがある[4]。
- 携帯電話端末メーカーにとっては、端末の機能等を決定する主導権を携帯電話事業者が持つため独自性を発揮できない[4]。
- 消費者にとっては、奨励金のコストは通信料金に上乗せされるほか、端末の機能等を決定する主導権を携帯電話事業者が持っているため端末の個性が失われニッチマーケットをカバーできない[4]。

## 日本

### 制度
携帯電話事業者における販売奨励金は携帯電話事業者の経営戦略に応じて一様ではないが、概念上は携帯端末の販売促進のための「端末販売奨励金」と通信サービス契約の締結・維持のための「通信サービス販売奨励金」に分けられる（携帯電話事業者ごとに区分や名称は異なる）。
- 端末販売奨励金
  - 端末販売奨励金 - 新規端末の販売時に支払われる奨励金[5]。
  - 機種変更奨励金  - 既存顧客への新規端末の販売・機種変更の受付時に支払われる奨励金[5]
- 通信サービス販売奨励金
  - 新規成約奨励金 - 端末販売の有無は問わず新規契約の締結時に支払われる奨励金[5]
  - オプション獲得奨励金 - オプションサービス等の締結時に支払われる奨励金[5]
  - 契約獲得数量奨励金 - 1ヶ月間の新規回線契約数等に応じて支払われる奨励金[5]
  - 契約継続奨励金 - 契約から一定期間継続した時に支払われる奨励金[5]

### 動向
日本国内の携帯電話はインセンティブのおかげで、2006年3月末時点では普及率が75%を超えるまでになった。しかし、市場の成熟により、ユーザーが短期間で利用をやめて解約や機種変更をすると、元手を回収できない問題がある。
2007年6月22日、総務省はインセンティブ廃止についての意見をまとめた。2008年度から、端末価格と通話料とが分離できる料金制度の導入を従来の料金制度と並行して試行する、というものである。これは、インセンティブ廃止を即座に実施した場合、端末価格が急上昇し、その結果端末の販売が不振になり、販売店・代理店の廃業や端末メーカーの撤退が多発し、最終的にはユーザーのみならず業界にとって不利な事態になることを懸念してのことであり、2010年度には、端末価格と通話料とが分離した料金制度のみとする方針である。
ソフトバンクの「スーパーボーナス」は、インセンティブモデルの見直しを目的として開始されたもので、日本の携帯電話業界としては初の、端末代金の割賦（かっぷ）方式を選択できる。これは諸外国の販売スタイルと似てはいるが、毎月の利用料金から一定額が割り引かれる月月割があり、インセンティブ制度が形を変えて残っている。2009年4月より割賦購入斡旋を受ける場合に個人信用情報機関に登録・照会し、購入時や支払時の信用情報の状況によっては、割賦購入斡旋が否決されて受けられず支払い総額を一括払いで購入せざるを得なくなる状況や、他のローンやショッピングクレジットが支払い状況次第で利用できなくなる状況が発生した。背景には割賦代金を支払わずに不正利用が絶えなかったため、多額の負債になっていたための措置である。
他の携帯電話事業者も、2007年に総務省の指導により販売制度を変更した。auブランドを展開するKDDI（連結子会社の沖縄セルラー電話を含む）は同年11月12日から「au買い方セレクト」の名で開始した。当初のKDDIは「従来型の料金プランに対する需要はまだ多く、従来型の料金プラン（フルサポートコース）を主体とする」方針であり、割賦制度は利用できなかった。一方で最大手のNTTドコモグループは、その2週間後にFOMA 905iシリーズの発売に合わせ「バリューコース・ベーシックコース」の名で導入。NTTドコモは総務省の指導に従い「将来的にはバリューコースをメインにする」との方針を示しており、2年間の料金比較で、バリュープランのほうが結果的に割安となるように料金体系を設定している。その後、2008年6月10日からauでも割賦制度が始まり、シンプルコースが主流となった。
2015年12月、総務省は携帯電話の料金負担を軽減する方向で「スマートフォンの料金負担の軽減及び端末販売の適正化に関する取組方針」をまとめた。

## 韓国
韓国では1990年代に端末販売奨励金の競争が激化したが、産業構造から、先発企業のSKテレコム（SKT）が市場占有率を高めたことで市場を独占化する恐れが高まった。韓国のインセンティブモデルは1998年に崩れたともいわれている。韓国情報通信部は端末販売奨励金が後期参入事業者の経営悪化の原因になっているとし、競争状況を悪化させるとして2000年に端末奨励金規制の導入に踏み切った。端末販売奨励金規制を導入した直後には、端末価格が上昇して売り上げが低下し、第3世代携帯の普及が遅れたといわれている。

### 電気通信事業法改正
端末奨励金規制は約款という形で導入されたが、2003年3月に電気通信事業法を改正して強制的に補助金支給を禁止した。電気通信事業法の改正により、補助金を出した場合には、課徴金や営業停止、代表者の刑事処罰、事業権取り上げまで可能となったが、実態は多少の補助金が出ていたといわれている。また、電気通信事業法でも「新技術および新規サービス活性化」のため補助金が認められている例外が設定され、3G端末機、W-CDMA端末、PDA端末については補助金の支給が認められた。
2006年3月には販売奨励金制度が再び解禁された。

### 端末流通法
2014年10月には通信料金負担軽減関連政策の一環である端末流通法が施行された。端末流通法施行以前は、Web等で割引情報を入手した消費者と情報を持たない消費者で補助金支給額が異なるなど、情報格差による消費者差別が社会問題化していた。補助金もガイドラインで上限規制が定められていたが、営業停止や罰金を科されても、不法な補助金による競争が後を絶たなかった。
2014年に施行された端末流通法では、通信事業者だけでなく、携帯電話端末メーカー、端末販売ショップも規制の対象なった。発売後15か月以内の端末については放送通信委員会が補助金の上限を定め、通信事業者は機種ごとの補助金と販売価格の公示が義務付けられた。また、端末流通法により補助金支給を受けない端末で通信サービスに加入しているユーザーや、サービス加入から2年が経過した中古端末の利用者など補助金支給を受けない顧客に対しては、それに代わるインセンティブとして通信料金を割り引く制度の導入が義務付けられた。
端末流通法施行後、補助金に代わる通信料金割引プランの加入者が400万人を突破したほか（2015年12月時点）、高額通信プランへの加入割合の減少と中低価格プランへの加入割合の増加、番号ポータビリティ（MNP）の減少と機種変更による加入者の増加、高価格端末の販売減少と中低価格端末の販売増加などの市場の変化が見られた。
端末流通法の施行後も法律を違反して罰則を受ける通信事業者や代理店があるが、以前のような補助金競争は下火になったとされる。なお、端末流通法の施行が通信料金の引き下げや端末の出庫価格（通信事業者への販売価格）の引き下げへの影響については見方が分かれる。

## フランス
フランスでは端末への販売奨励金に関する最低限の収入を事業者に保障するため回収期間として6ヶ月間のSIMロック規制が認められている。